# Station Méry
Station Méry is een spoorweghalte langs spoorlijn 43 (Angleur (bij Luik) - Marloie) in Méry, een deelgemeente van de gemeente Esneux.
Het stationsgebouw was van het type 1893 L4 en werd gebouwd in 1897.

## Treindienst
| Serie       | Treinsoort            | Route | Bijzonderheden             |
| ----------- | --------------------- | --- | -------------------------- |
| L 5550      | L-trein (NMBS)        | Liers – Luik-Guillemins – Méry – Rivage – Marloie                                                                            |                            |
| P 7670/8670 | Piekuurtrein (NMBS)   | [ Namen – Sart-Bernard ] / [ Rochefort-Jemelle – [ Libramont ] / [ Rivage – Méry – Luik-Guillemins – Luik-Sint-Lambertus ] ] | Rijdt alleen op werkdagen. |
| ICT 6945    | Toeristentrein (NMBS) | Liers – Luik-Guillemins – Méry – Rivage – Marloie                                                                            | Rijdt in juli en augustus. |

## Galerij

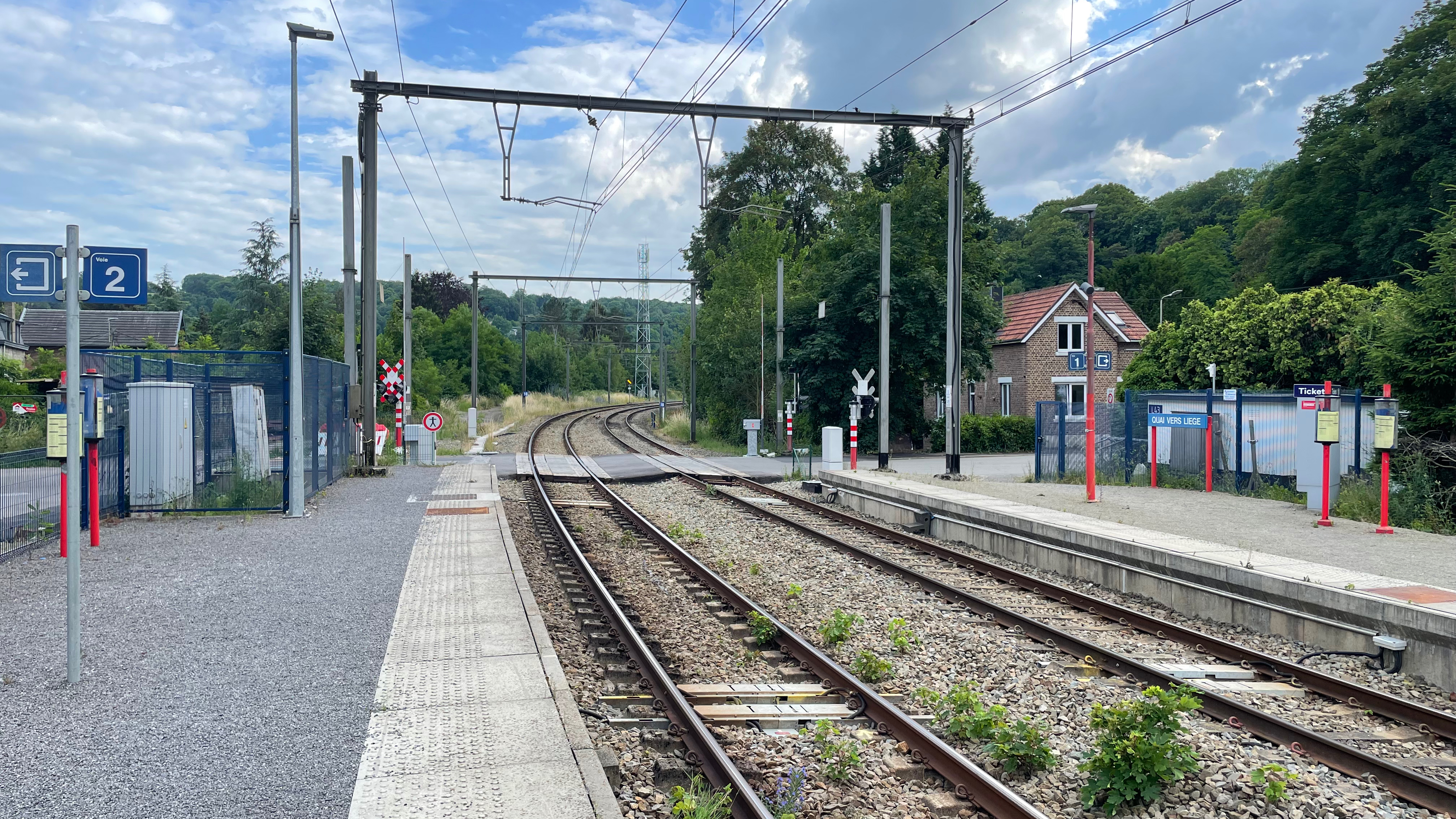
Zicht op het perron
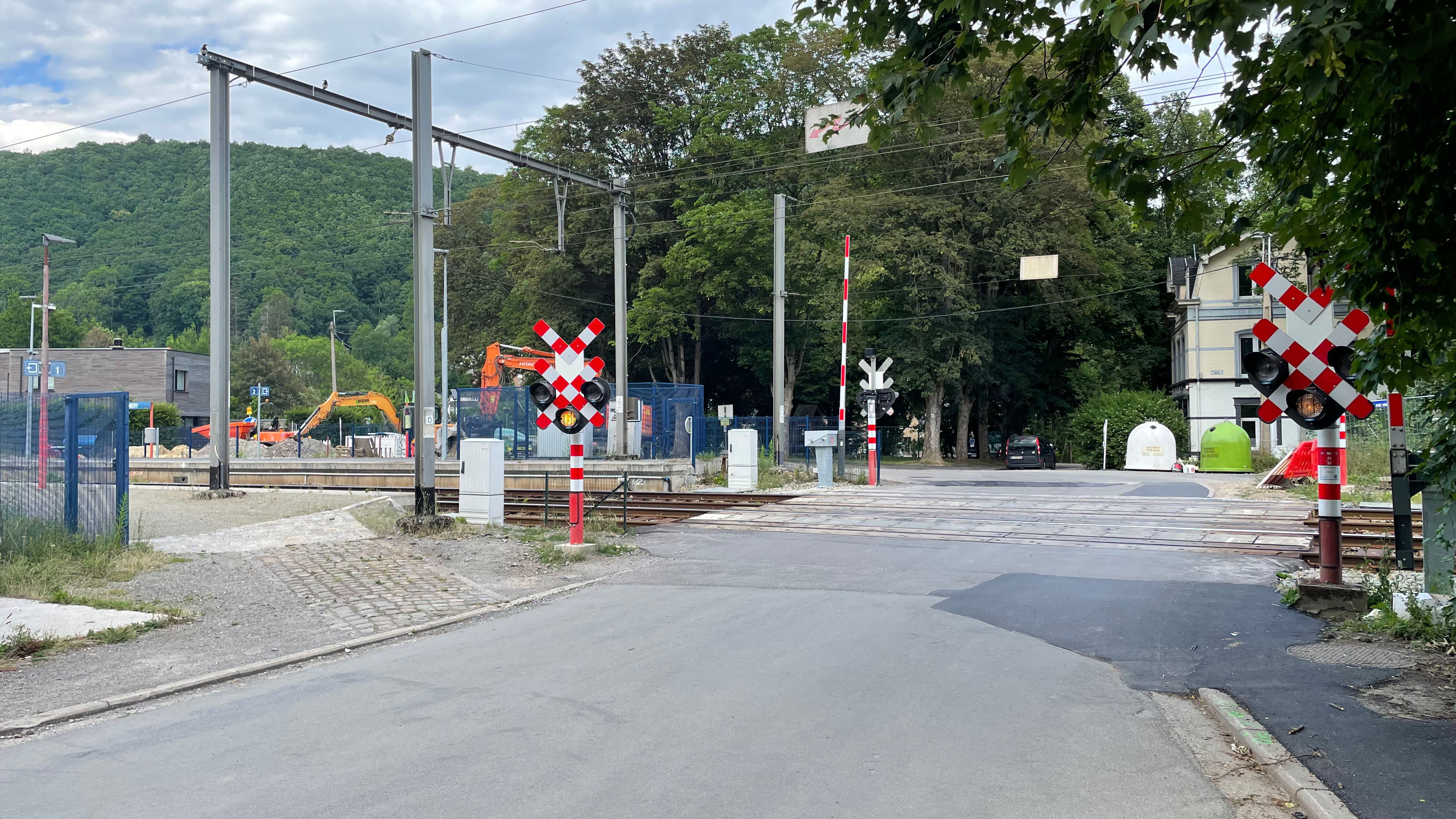
Overweg
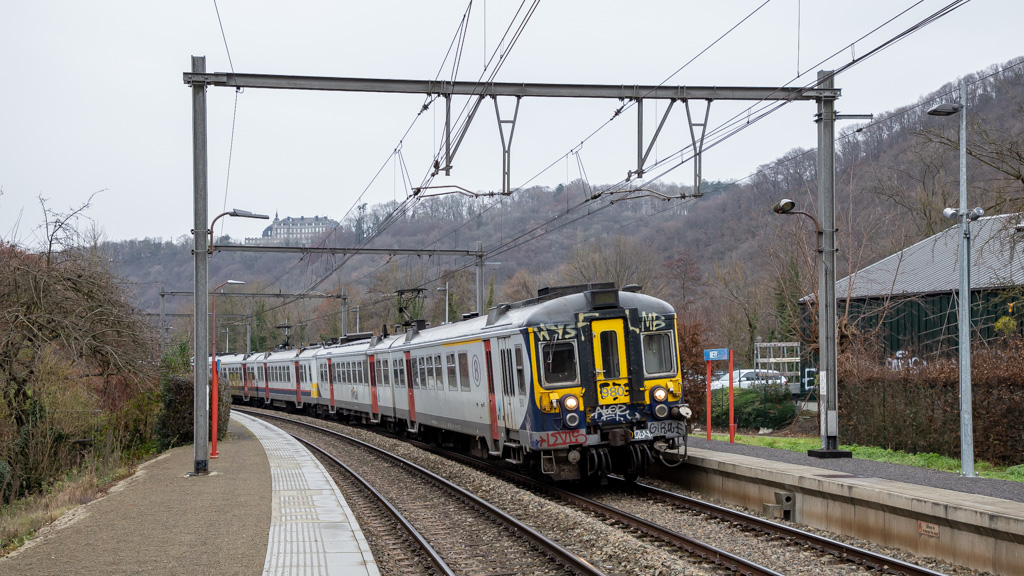
SNCB 980, 628 & 659 te station Méry

## Reizigerstellingen
De grafiek en tabel geven het gemiddeld aantal instappende reizigers weer op een week-, zater- en zondag.
| Tabel: aantal instappende reizigers station Méry | Tabel: aantal instappende reizigers station Méry | Tabel: aantal instappende reizigers station Méry | Tabel: aantal instappende reizigers station Méry |
|                                                  | Weekdag                                          | Zaterdag                                         | Zondag                                           |
| ------------------------------------------------ | ------------------------------------------------ | ------------------------------------------------ | ------------------------------------------------ |
| 1977                                             | 73                                               | 23                                               | 21                                               |
| 1978                                             | 84                                               | 29                                               | 26                                               |
| 1979                                             | 94                                               | 22                                               | 71                                               |
| 1980                                             | 80                                               | 37                                               | 50                                               |
| 1981                                             | 91                                               | 39                                               | 19                                               |
| 1982                                             | 86                                               | 47                                               | 13                                               |
| 1983                                             | 93                                               | 20                                               | 22                                               |
| 1984                                             | -                                                | -                                                | -                                                |
| 1985                                             | -                                                | -                                                | -                                                |
| 1986                                             | -                                                | -                                                | -                                                |
| 1987                                             | -                                                | -                                                | -                                                |
| 1988                                             | 66                                               | 19                                               | 12                                               |
| 1989                                             | 85                                               | 18                                               | 20                                               |
| 1990                                             | -                                                | 27                                               | 11                                               |
| 1991                                             | 85                                               | 13                                               | 16                                               |
| 1992                                             | 73                                               | 25                                               | 22                                               |
| 1993                                             | 75                                               | 20                                               | 20                                               |
| 1994                                             | 60                                               | -                                                | -                                                |
| 1995                                             | 38                                               | -                                                | -                                                |
| 1996                                             | 44                                               | -                                                | -                                                |
| 1997                                             | 49                                               | -                                                | -                                                |
| 1998                                             | 42                                               | -                                                | -                                                |
| 1999                                             | 40                                               | -                                                | -                                                |
| 2000                                             | 63                                               | -                                                | -                                                |
| 2001                                             | 34                                               | -                                                | -                                                |
| 2002                                             | 35                                               | -                                                | -                                                |
| 2003                                             | 32                                               | 12                                               | 4                                                |
| 2004                                             | 35                                               | 13                                               | 14                                               |
| 2005                                             | 47                                               | 8                                                | 6                                                |
| 2006                                             | 46                                               | 12                                               | 8                                                |
| 2007                                             | 40                                               | 22                                               | 30                                               |
| 2008                                             | -                                                | -                                                | -                                                |
| 2009                                             | 66                                               | 32                                               | 16                                               |
| 2010                                             | -                                                | -                                                | -                                                |
| 2011                                             | -                                                | -                                                | -                                                |
| 2012                                             | 59                                               | 11                                               | 14                                               |
| 2013                                             | 66                                               | 15                                               | 15                                               |
| 2014                                             | 60                                               | 21                                               | 12                                               |
| 2015                                             | 64                                               | 9                                                | 12                                               |
| 2016                                             | 60                                               | 23                                               | 16                                               |
| 2017                                             | 60                                               | 8                                                | 9                                                |
| 2018                                             | 82                                               | 9                                                | 18                                               |
| 2019                                             | 59                                               | 22                                               | 10                                               |
| 2020                                             | 63                                               | 22                                               | 20                                               |
| 2021                                             | -                                                | -                                                | -                                                |
| 2022                                             | 125                                              | 35                                               | 56                                               |
| 2023                                             | 115                                              | 13                                               | 25                                               |
| 2024                                             | 150                                              | 50                                               | 41                                               |

0,0: Angleur ·
1,2: Streupas ·
2,7: Sauheid ·
4,7: Colonster ·
5,3: Sainval ·
6,9: Tilff ·
10,2: Méry ·
11,6: Hony ·
12,6: Esneux ·
14,2: Souverain-Pré ·
15,2: La Gombe ·
16,3: Poulseur ·
18,0: Chanxhe ·
20,1: Rivage ·
21,0: Comblain-au-Pont ·
23,4: Comblain-la-Tour ·
29,4: Hamoir ·
33,4: Sy ·
37,1: Bomal ·
40,4: Barvaux ·
44,2: Biron ·
49,9: Melreux-Hotton ·
54,0: Marenne ·
58,7: Marche-en-Famenne ·
62,0: Marloie